# スペースシャトル・インディペンデンス
スペースシャトル・インディペンデンス（英語: Space Shuttle Independence、NASA型名:OV-100）は、ヒューストン宇宙センターに展示されているスペースシャトル・オービターの実物大の模型。かつてはエクスプローラー（Explorer）という名称で、ケネディ宇宙センター・ビジター・コンプレックスに展示されていた。
エクスプローラー時代には、脇にエレベーター付の見物塔があり、観光客はペイロードやコックピットのモックアップ、シャトル初期に宇宙飛行士が着用したオレンジ色の与圧服を着たマネキンなどを見ることが出来た。またエクスプローラーの横には2本の固体燃料補助ロケットがつけられた外部燃料タンクも展示されていた。
このビジター・コンプレックスにはスペースシャトル・アトランティスの実機が提供されることになったため、エクスプローラーは2011年12月に移動を開始し、2012年6月にNASAジョンソン宇宙センターに隣接して設置されている見学施設であるヒューストン宇宙センターへと移された。ここでは退役したシャトル輸送機（SCA）の上に載った状態で展示される予定で、オービタの名前も新たに募集が行われた。
名称の公募を基に2013年10月5日に発表された新しい名前は「インディペンデンス」となった。

## ギャラリー

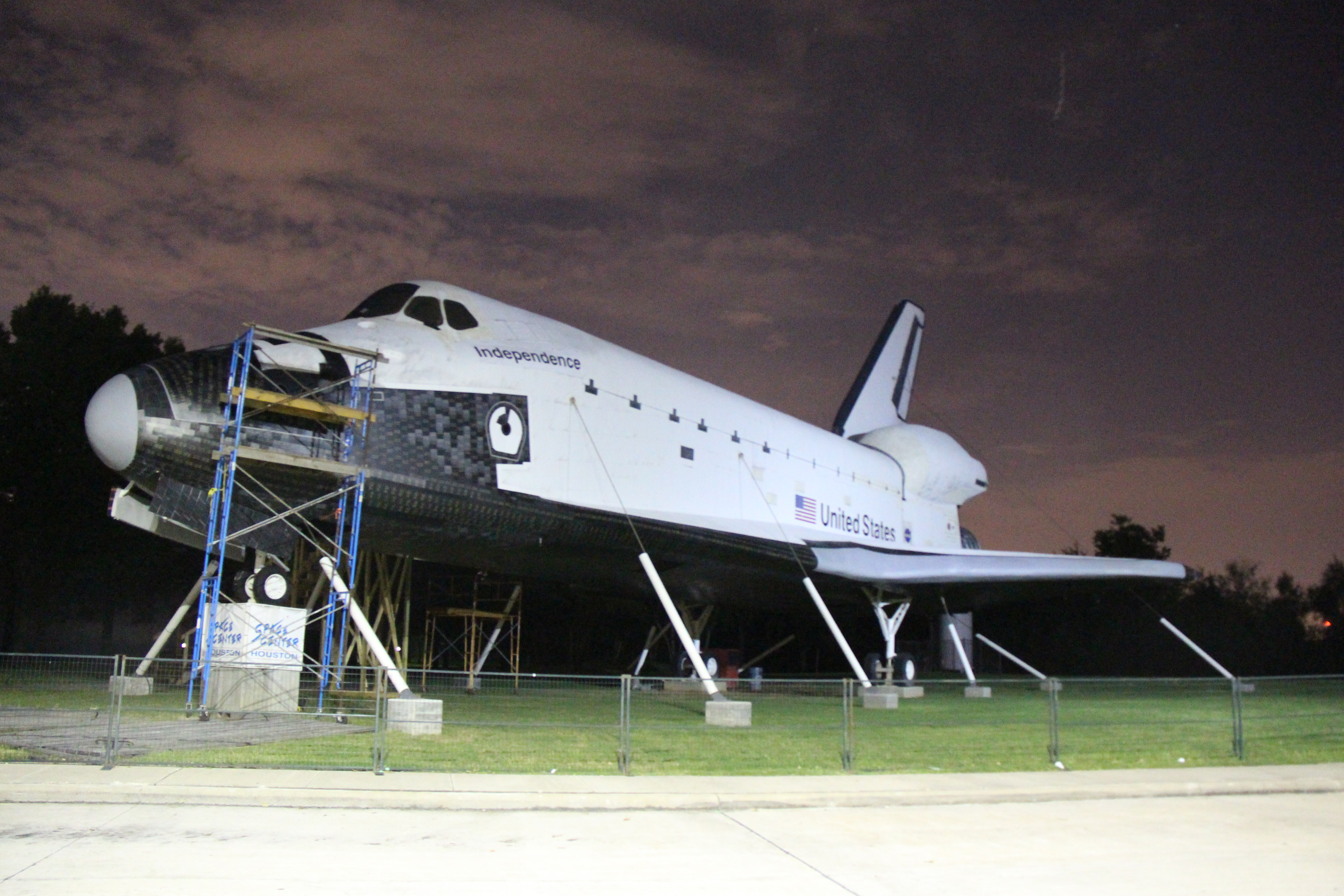
インディペンデンス時代の写真
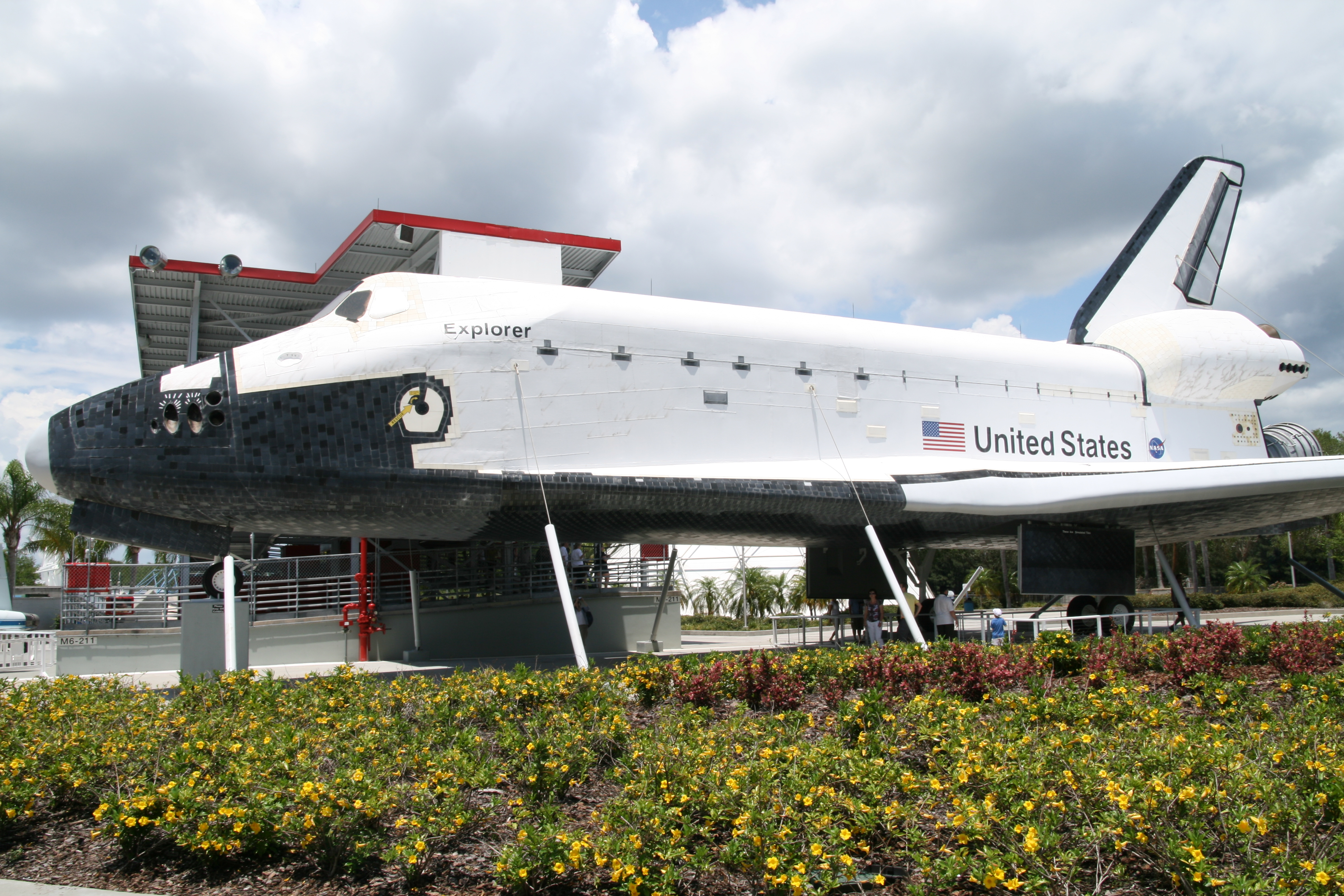
エクスプローラー時代の写真
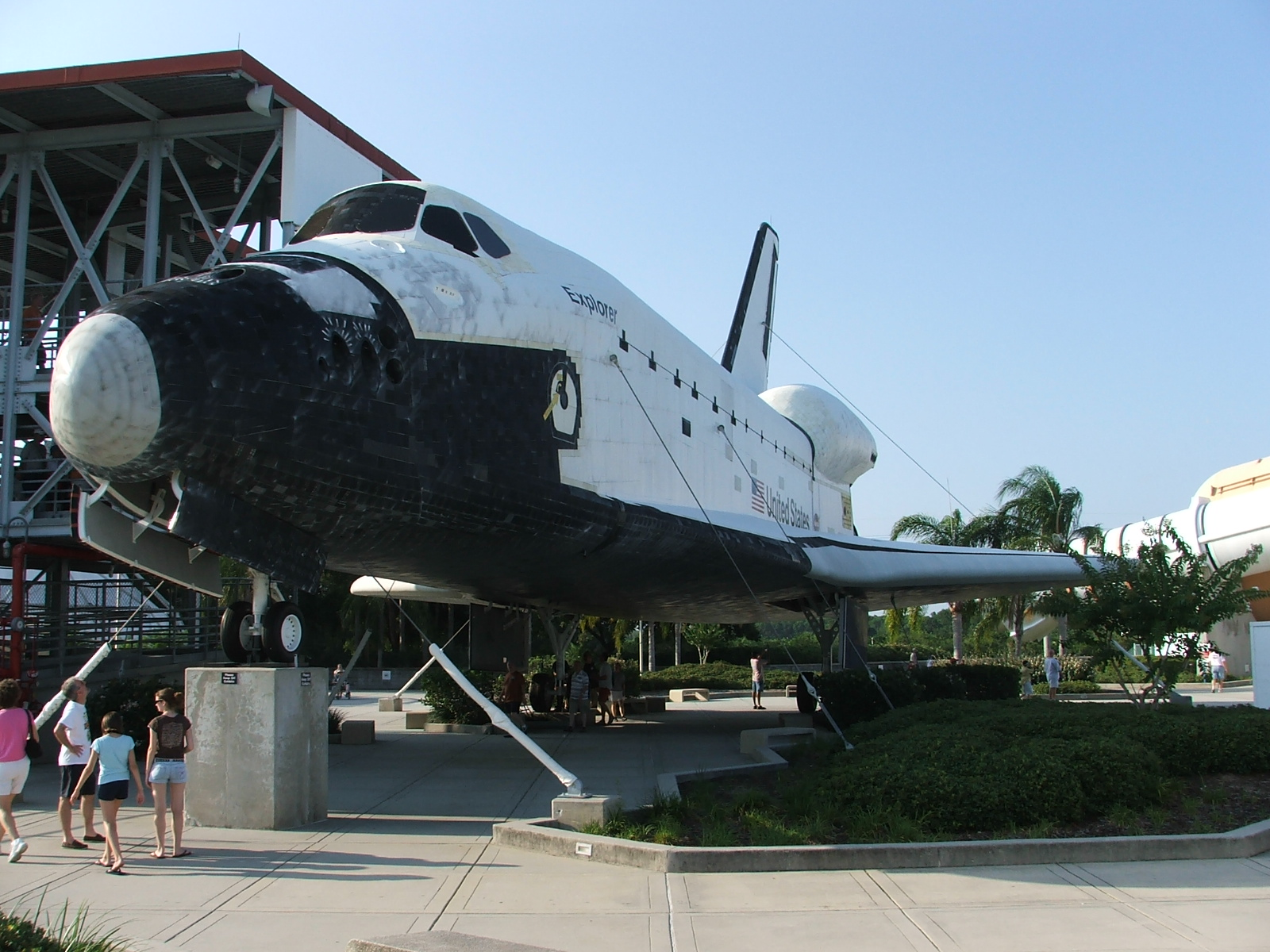
前方から撮影されたエクスプローラー。左側に見える建物が見物塔
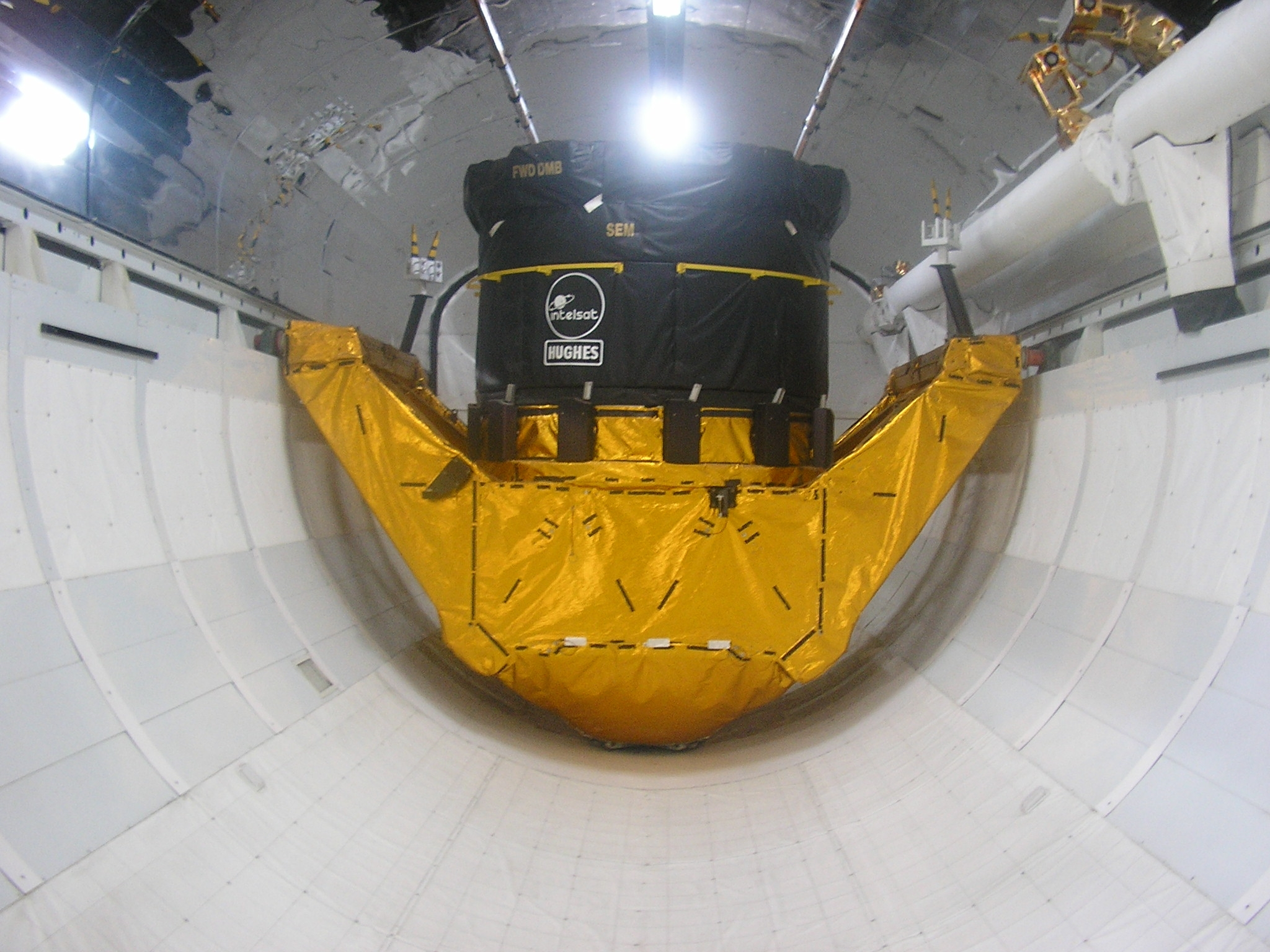
エクスプローラー内部。Hughes Communications衛星のモックアップでSTS-49で打ち上げられた衛星の一つと類似する。